# Exochus bessus
Exochus bessus là một loài tò vò trong họ Ichneumonidae.